# Bogdànov
Bogdànov (en rus: Богданов) és un poble (un khútor) de l'óblast de Rostov, a Rússia, que en el cens del 2010 tenia 676 habitants, és la seu administrativa del districte homònim.